# The Mighty Boosh (спектакль 1998 года)
The Mighty Boosh — спектакль 1998 года, написанный и поставленный Джулианом Бэррэттом и Ноэлем Филдингом. Также с ними выступал Рич Фулчер. Этот спектакль был одной из первых работ комик-группы Майти Буш.

## Представление
В 1998 году Филдинг И Бэррэтт продемонстрировали The Mighty Boosh в комедийном клубе Oranje Boom Boom, который находится в Вестминстере, Лондон. После того, как к ним присоединился Рич Фулчер (которого они встретили на съёмках передачи Unnatural Acts), трио отправилось на Эдинбургский фестиваль искусств, где со своим номером выиграли награду за лучшее новое представление.